# Файтинг Харада
Масахико Харада (яп. 原田 政彦), более известный как Файтинг Харада (англ. Fighting Harada; 5 апреля 1943, Токио, Япония) — японский боксёр-профессионал. Чемпион мира в наилегчайшей (WBA, 1962—1963) и легчайшей (WBC, 1965—1968; WBA, 1965—1968) весовых категориях. Член Международного зала боксёрской славы.

## Профессиональная карьера
Дебютировал на профессиональном ринге 21 февраля 1960 года. Одержал победу техническим нокаутом в 4-м раунде.

### Чемпионский бой с Поне Кингпетчем
10 октября 1962 года встретился с чемпионом мира в наилегчайшем весе тайцем Поне Кингпетчем. На кону стоял титул по версии только что созданной WBA. Нокаутировал соперника в 11-м раунде.
12 января 1963 года во второй раз встретился с Поне Кингпетчем. Проиграл по очкам. Счёт судей: 67-72, 67-71 и 69-69.
26 сентября 1963 года проиграл техническим нокаутом в 6-м раунде бывшему претенденту на титул чемпиона мира в легчайшем весе мексиканцу Хосе Меделю.
29 октября 1964 года нокаутировал в 3-м раунде бывшего претендента на титул чемпиона мира в легчайшем весе японца Кацутоси Аоки.

### Чемпионский бой с Эдером Жофре
18 мая 1965 года встретился с чемпионом мира в легчайшем весе по версиям WBC и WBA бразильцем Эдеру Жофре. Победил по очкам. Счёт судей: 71-69, 71-72, 72-70.
30 ноября 1965 года победил британца Алана Радкина. Счёт судей: 74-66, 72-70, 74-65.
31 мая 1966 года во второй раз встретился с Эдером Жофре. Победил по очкам. Счёт судей: 69-68, 71-68, 71-69.
3 января 1967 года во второй раз встретился с Хосе Меделем. Победил по очкам: 74-67, 72-67, 73-67.
4 июля 1967 года победил бывшего претендента на титул чемпиона мира в легчайшем весе колумбийца Бернардо Карабальо. Счёт судей: 72-66, 71-68, 72-68.
27 февраля 1968 года проиграл австралийцу Лайонелу Роузу и потерял титулы. Счёт судей: 71-72, 70-72, 69-72.

### Чемпионский бой с Джонни Фэмешоном
28 июля 1969 года встретился с чемпионом мира в полулёгком весе по версии WBC австралийцем Джонни Фэмешоном. Проиграл по очкам. счёт: 69-70.
6 января 1970 года во второй раз встретился с Джонни Фэмешоном. Проиграл нокаутом в 14-м раунде.

## Титулы и достижения

### Мировые
- Чемпион мира в наилегчайшем весе по версии WBA (1962—1963).
- Чемпион мира в легчайшем весе по версии WBA (1965—1968).
- Чемпион мира в легчайшем весе по версии WBC (1965—1968).

### Прочие
- В 1995 году включён в Международный зал боксёрской славы[3].